# Moda punk

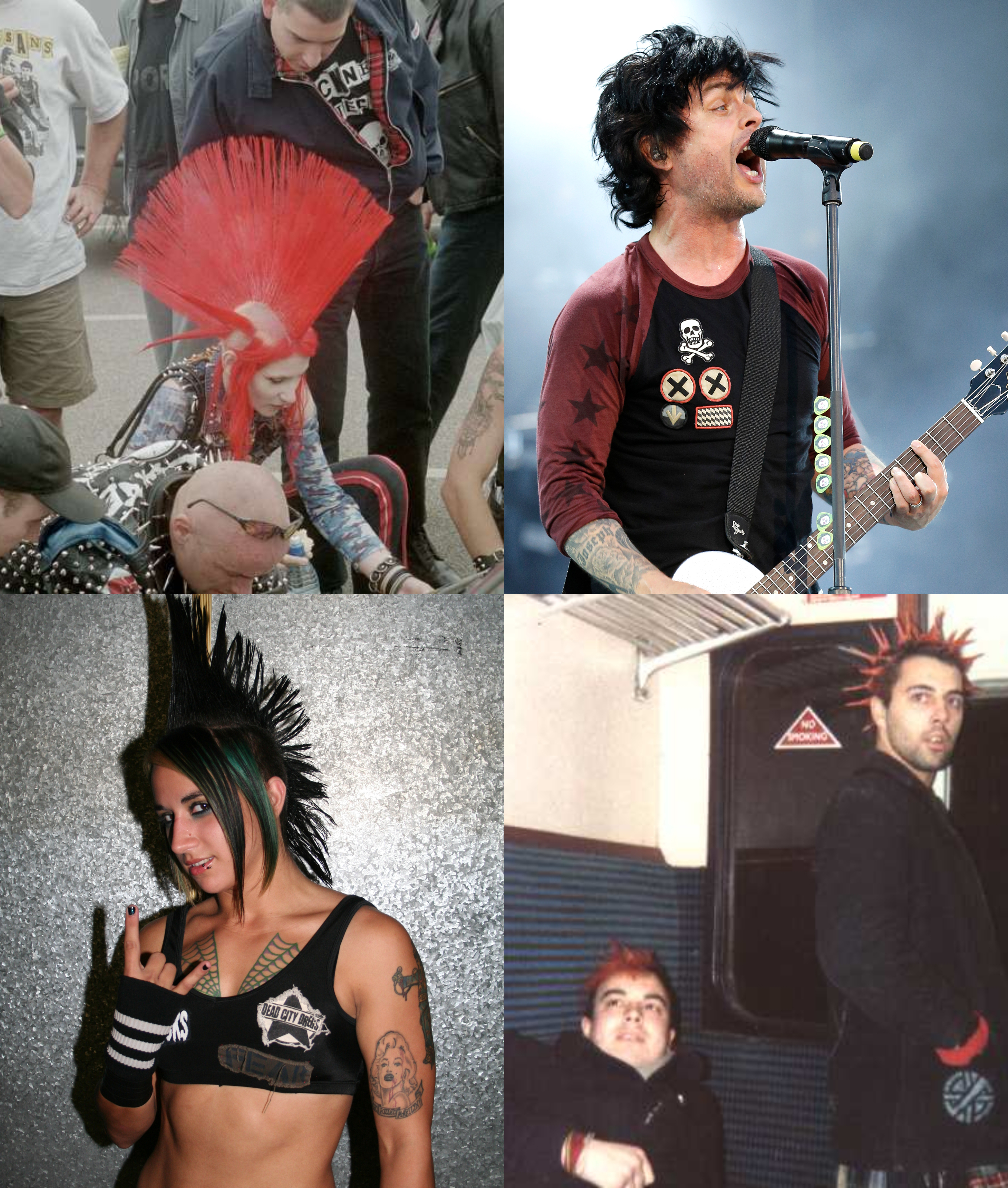
Moda característica de la cultura punk.

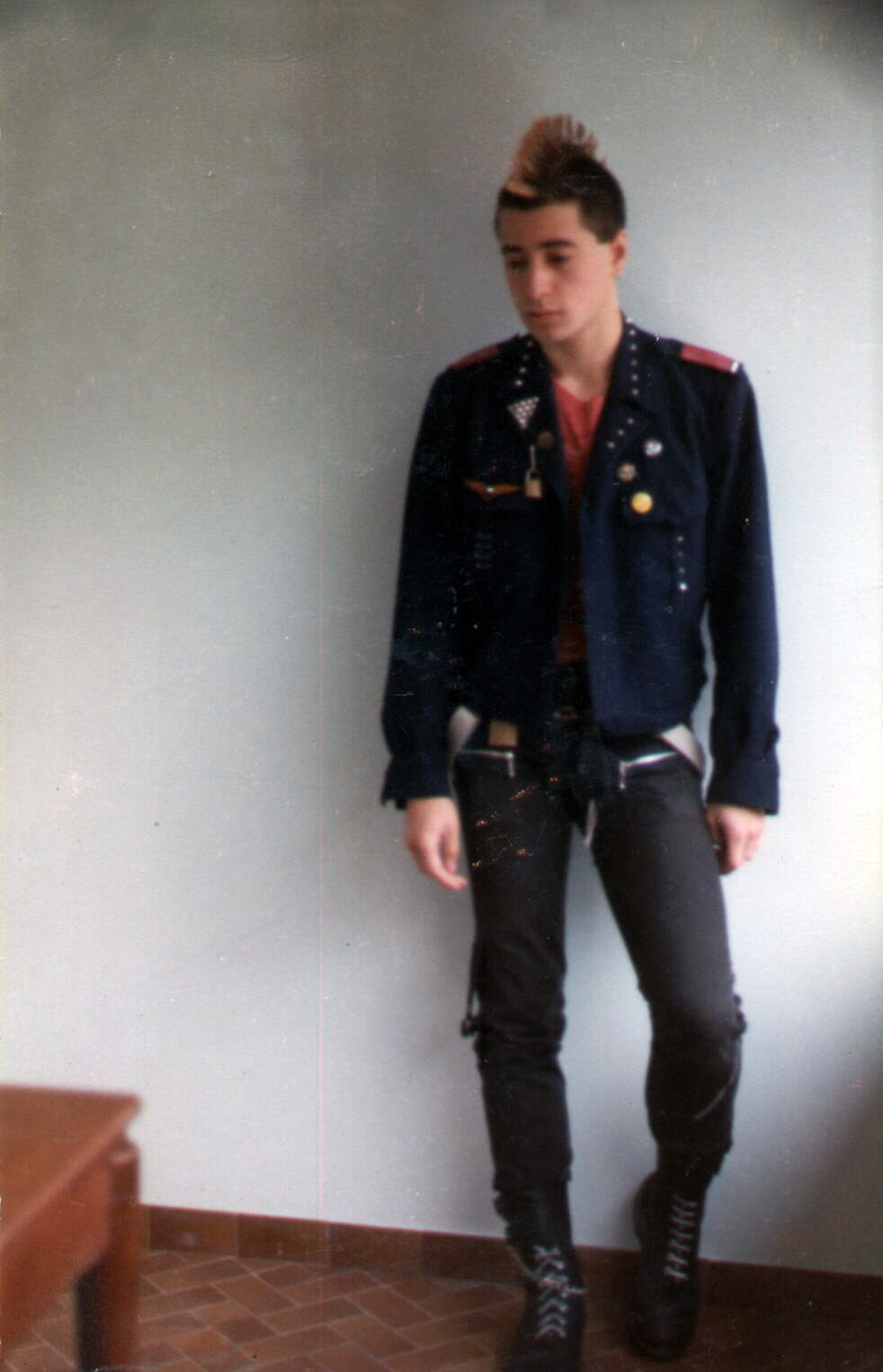
Un punk en 1981, usando un blazer (chaqueta) personalizado, cuando era popular en los inicios del punk en escena.

La moda punk son la ropa, peinados, cosméticos, joyas, y modificaciones de cuerpo de la subcultura punk. La moda punk varía ampliamente, desde diseños de Vivienne Westwood hasta estilos modelados en bandas como The Exploited hasta el aspecto informal del hardcore norteamericano. La distintiva vestimenta social de otras subculturas y movimientos artísticos, incluidos el glam rock, los skinheads, los rude boys, los greasers y los mods han influido en la moda punk. La moda punk también ha influido en los estilos de estos grupos, así como en los de la cultura popular. Muchos punks usan la ropa como una forma de hacer una declaración.
La moda punk se ha comercializado, y los diseñadores de moda bien establecidos, como Anna Sui, Vivienne Westwood y Jean Paul Gaultier, han utilizado elementos punk en su producción. Varias revistas de moda y otros medios de comunicación orientados al glamour han presentado peinados punk clásicos y ropa con influencia punk.

## Historia

### 1970

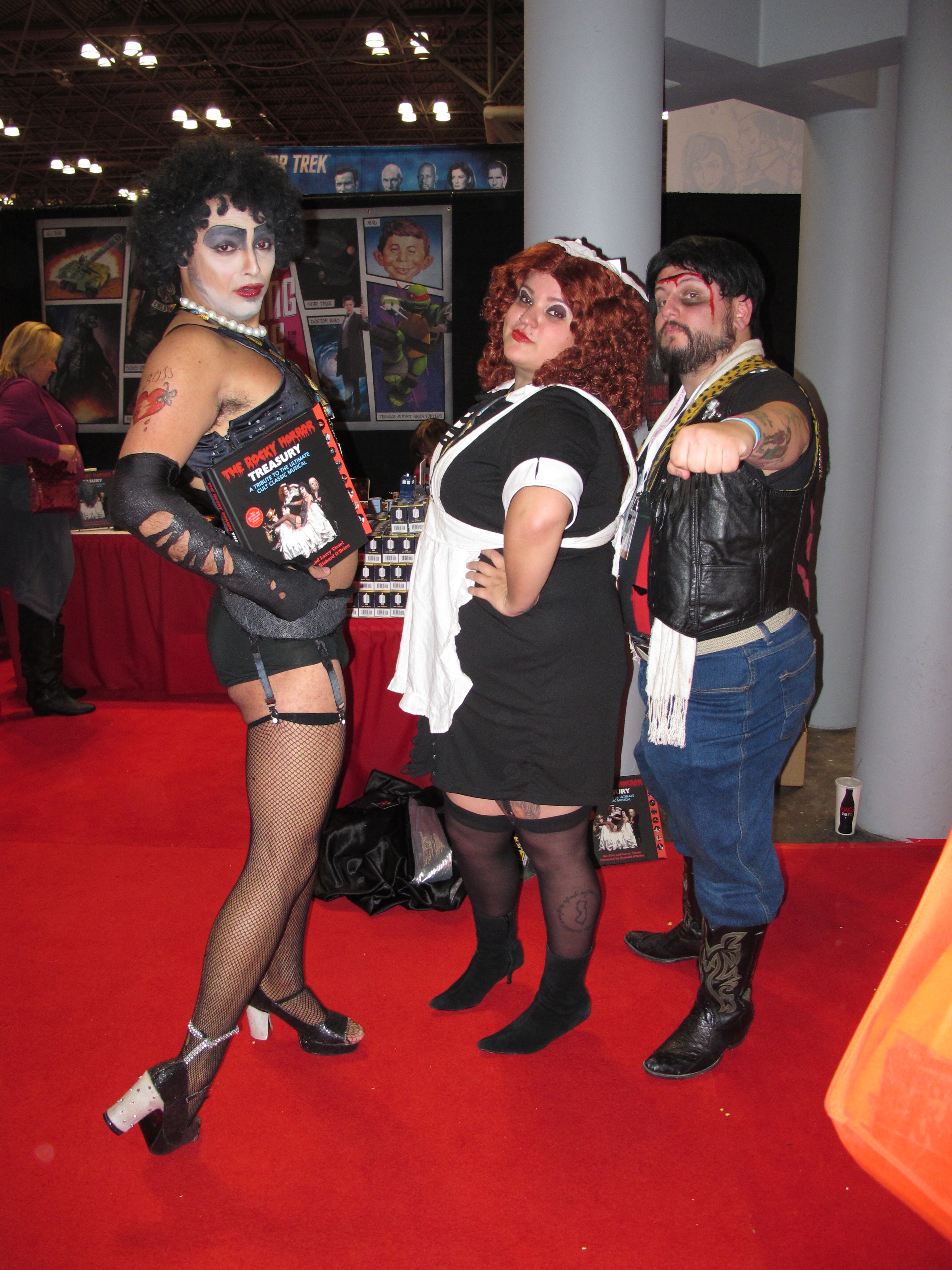
Moda influenciada por The Rocky Horror Show

El punk rock fue una refutación intencional del exceso percibido y la pretensión que se encuentra en la música convencional (o incluso en la cultura dominante en general), y la moda de los primeros artistas punk fue desafiantemente antimaterialista. Generalmente descuidado, a menudo los peinados cortos reemplazaban el aspecto hippie de pelo largo y los estilos de rock y discoteca de la década de 1970 generalmente elaborados. En los Estados Unidos, se prefirió la ropa sucia y simple, que va desde la camiseta /jeans/chaqueta de cuero que luce Ramones hasta la ropa de segunda clase y de «segunda mano» de actos como Televisión o Patti Smith, en lugar de la costosa o Ropa colorida popular en la escena disco. Con sus diseños para The Rocky Horror Show y The Rocky Horror Picture Show, se le atribuye a Sue Blane la creación del aspecto que se convirtió en la plantilla para la moda punk rock.
En el Reino Unido, la moda punk de los años 70 influyó en los diseños de Vivienne Westwood y Malcolm McLaren, y el Bromley Contingent. El estilo punk dominante fue influenciado por la ropa vendida en la tienda de Malcolm McLaren, artdesigncafe. McLaren ha atribuido este estilo a sus primeras impresiones de Richard Hell, mientras que McLaren estaba en la ciudad de Nueva York trabajando con New York Dolls. Las camisetas deliberadamente ofensivas eran populares en la escena punk temprana, como la camiseta DESTROY vendida en SEX, que presentaba un crucifijo invertido y una esvástica nazi. Otra camiseta ofensiva que todavía se ve ocasionalmente en punk se llama Blancanieves y los Sir Punks, y presenta a Blancanieves retenida y violada por cinco de los siete enanos, mientras que los otros dos practican sexo anal. El origen de la imagen es parte del póster de Disneyland Memorial Orgy de la revista The Realist en mayo de 1967, aunque las camisetas hicieron la escena más explícita. Estas camisetas, al igual que otras prendas de vestir punk, a menudo se rasgaban a propósito. Otros artículos de la moda punk británica temprana incluyeron: chaquetas de cuero; blazers personalizados; y camisas de vestir cubiertas al azar con consignas (como "Solo los anarquistas son bonitos"), sangre, parches e imágenes controversiales.

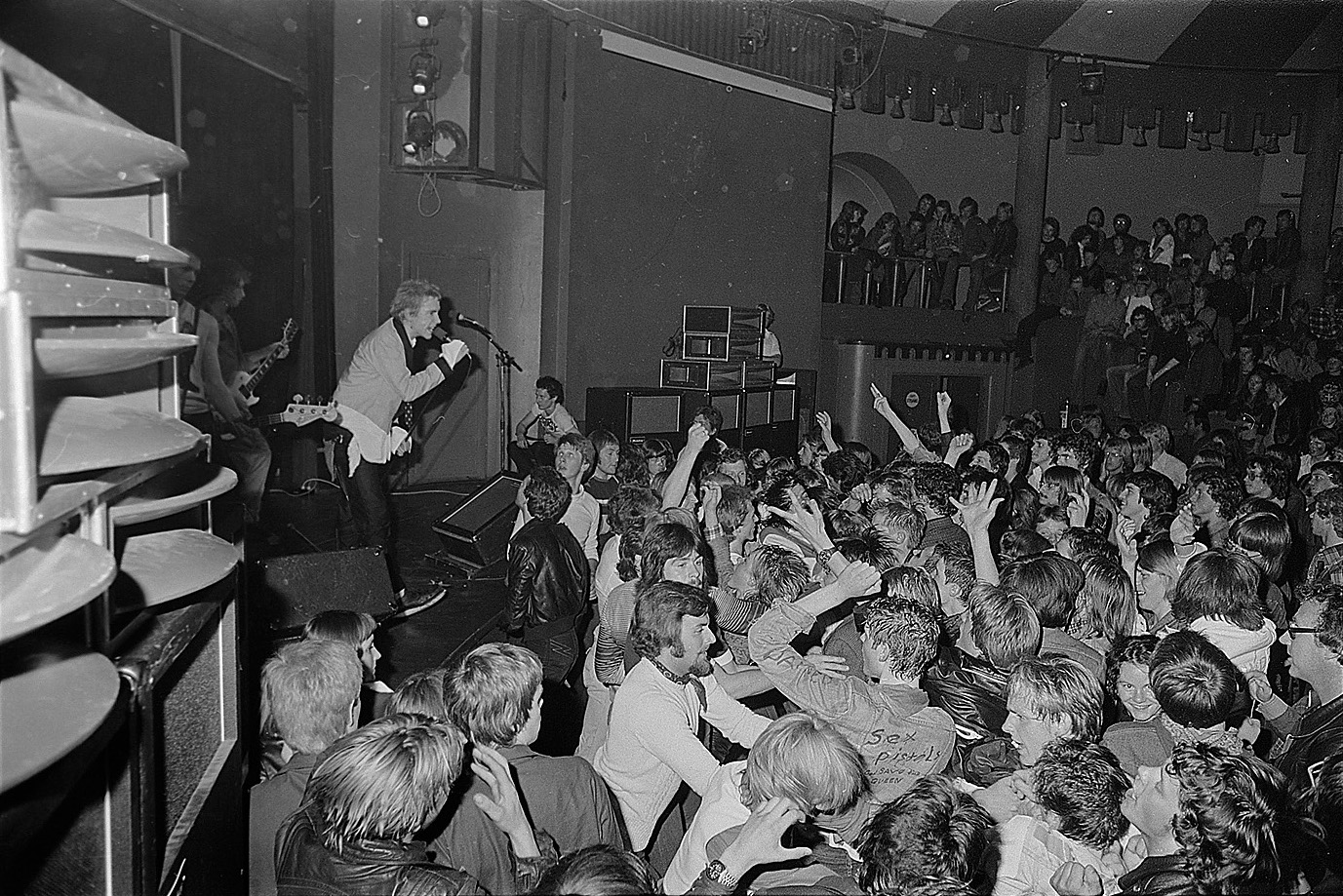
Sex Pistols en 1977

Otros accesorios usados por algunos punks incluyen: moda BDSM; medias de red (a veces rasgadas); bandas de clavos y otras joyas con clavos o con clavos; imperdibles (en ropa y como piercings en el cuerpo); pulseras de plata y delineador pesado usado tanto por hombres como por mujeres. Muchas mujeres punks se rebelaron contra la imagen estereotipada de una mujer combinando ropa delicada o bonita con ropa que se consideraba masculina, como combinar un tutú de Ballet con botas grandes y llamativas.
La ropa punk a veces incorporaba objetos cotidianos para lograr un efecto estético. La ropa rasgada a propósito se mantenía unida mediante alfileres de seguridad o envuelta con cinta adhesiva; Las bolsas negras de basura (bolsas de basura) se convirtieron en vestidos, camisas y faldas. Otros artículos añadidos a la ropa o como joyas incluyen cuchillas y cadenas de afeitar. La ropa de cuero, goma y vinilo ha sido común, posiblemente debido a su conexión con prácticas sexuales transgresivas, como la esclavitud y S&M.
El calzado preferido para usarse incluía botas militares, botas de moto, enredaderas de burdel, Puma Clydes (gamuza), Chuck Taylor All-Stars y más tarde, botas Dr. Martens. Los jeans cónicos, los pantalones ajustados de cuero, los pantalones con estampados de leopardo y los pantalones bondage eran opciones populares. Otros punks tempranos (sobre todo The Adicts) imitaron a los Droogs de A Clockwork Orange al usar bombines y aparatos ortopédicos. El cabello estaba cortado y deliberadamente para que se viera desordenado, y a menudo se teñía con colores brillantes y antinaturales. Aunque provocativos, estos peinados no eran tan extremos como el peinado punk posterior.

### 1980

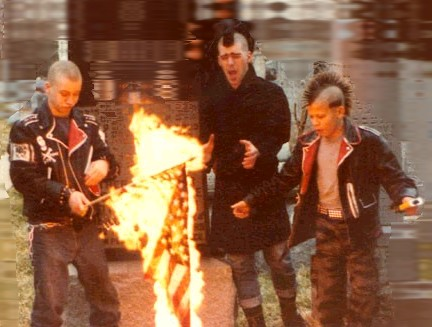
Inicios de la moda punk en 1980.

En la década de 1980, se desarrollaron nuevos estilos de moda como resurgimientos paralelos en los Estados Unidos y el Reino Unido. Lo que muchos reconocen como modas punk típicas surgió hoy de la escena británica de los años ochenta, cuando el punk experimentó su Oi! / Street punk y el renacimiento UK82. La escena estadounidense fue ejemplificada por bandas hardcore como Black Flag, Minor Threat y Fear. La escena estadounidense de la década de 1980 generó una anti-moda utilitaria que, sin embargo, fue cruda, enojada e intimidante. Sin embargo, los elementos del estilo punk de la década de 1970 nunca desaparecieron por completo.
Algunas de las siguientes prendas de vestir eran comunes en ambos lados del Océano Atlántico, y algunas eran exclusivas de ciertas áreas geográficas. El calzado que era común en la escena punk de la década de 1980 incluía botas Dr. Martens, botas de moto y botas de combate; a veces adornado con pañuelos, cadenas o bandas de cuero con tachuelas. Los jeans (a veces sucios, desgarrados o salpicados con cloro) y faldas escocesas o faldas de tartán se usaban comúnmente. Las faldas de cuero se convirtieron en un artículo popular para los punks femeninos. Las cadenas pesadas a veces se usaban como cinturones. Los cinturones de bala y los cinturones tachonados (a veces más de uno usado a la vez) también se hicieron comunes.
Algunos punks compraban camisetas o camisas de franela a cuadros y escribieron eslóganes políticos, nombres de bandas u otras frases relacionadas con ellos con rotuladores. Si bien esto no estuvo exento de precedentes en la década de 1970, la profundidad y el detalle de estos lemas no se desarrollaron completamente hasta la década de 1980. Las camisetas serigrafiadas con logotipos de bandas u otros logotipos o lemas relacionados con el punk también fueron populares. Las chaquetas de cuero con tachuelas, pintadas y personalizadas o chalecos de mezclilla se hicieron más populares durante esta era, a medida que la popularidad de los blazers personalizados anteriores disminuyó.
El cabello era afeitado, con púas o en corte de equipo o peinado Mohawk. Los mohawks altos y el pelo de punta, ya sea decolorado o en colores brillantes, adquirieron un carácter más extremo que en la década de 1970. También surgió el cabello cargado, en el que todo el cabello de uno se eriza pero no está diseñado en puntas distintas. Un peinado similar a los Devilocks de The Misfits era popular. Esto implicaba cortar un mohawk pero dejar un mechón de cabello más largo en la parte delantera de la cabeza. Todavía es popular hoy en día en la escena Horror-Punk. Los pírsines en el cuerpo y los tatuajes extensos se hicieron muy populares durante esta época, al igual que las bandas de clavos y las gargantillas. Algunas mujeres punk incondicionales reaccionaron a la vibra coqueta del movimiento de principios de la década de 1970 adoptando un estilo andrógino.
Los fanáticos del punk hardcore adoptaron un estilo-informal de camisetas, jeans, botas de combate o zapatillas de deporte y cortes de pelo estilo corte de equipo. Las mujeres en la escena hardcore usualmente usaban pantalones militares, camisetas de la banda y sudaderas con capucha.
El estilo de la escena hardcore de la década de 1980 contrastaba con los estilos de moda más provocativos de los punk rockers de la década de 1970 (peinados elaborados, ropa rasgada, parches, alfileres de seguridad, tachuelas, clavos, etc.). El líder de Circle Jerks, Keith Morris, describió la moda hardcore inicial como "la ... escena punk se basó básicamente en la moda inglesa. Pero no teníamos nada que ver con eso. Black Flag y Circle Jerks estaban tan lejos de eso. Parecíamos el niño que trabajaba en la gasolinera o tienda de submarinos". Henry Rollins se hace eco del punto de Morris, afirmando que para él vestirse significaba ponerse una camisa negra y unos pantalones oscuros; Rollins vio el interés por la moda como una distracción.
Jimmy Gestapo de la ley de Murphy describe su transición propia de vestir en un punk estilo (spiked cabello y un bondage cinturón) a adoptar un hardcore estilo (botas y cabeza afeitadas) cuando siendo basados encima necesitando ropa más funcional. Una fuente erudita declara que "hardcore los niños no parecen punks", desde hardcore miembros de escena llevaron ropa básica y cortes de pelo cortos, en contraste al "embellished chaquetas de cuero y los pantalones" llevados en el punk escena. En contraste a Morris' y Rollins' vistas, uno la fuente erudita reclama que el estándar hardcore punk la ropa y los estilos incluyeron desgarrados jeans, chaquetas de cuero, spiked armbands y cuellos de perro y mohawk hairstyles y DIY ornamentación de ropa con studs, nombres de banda pintada, declaraciones políticas, y remiendos. Otra fuente erudita describe la mirada que era común en el San Francisco hardcore escena cuando constando de biker-chaquetas de cuero del estilo, cadenas, studded wristbands, agujereó narices y pírsines múltiples, pintados o tattooed declaraciones (p. ej. un símbolo de anarquía) y hairstyles variando de cortes de pelo de estilo militar tiñieron negros o blonde, mohawks, y afeitó cabezas.

## Estilos diferentes
Varias facciones del punk la subcultura tiene estilos de moda diferente, a pesar de que  hay a menudo crossover entre los subgrupos. El siguiente es descripciones de algunos del más comunes punk estilos, categorized alfabéticamente.

### Anarcho-punk

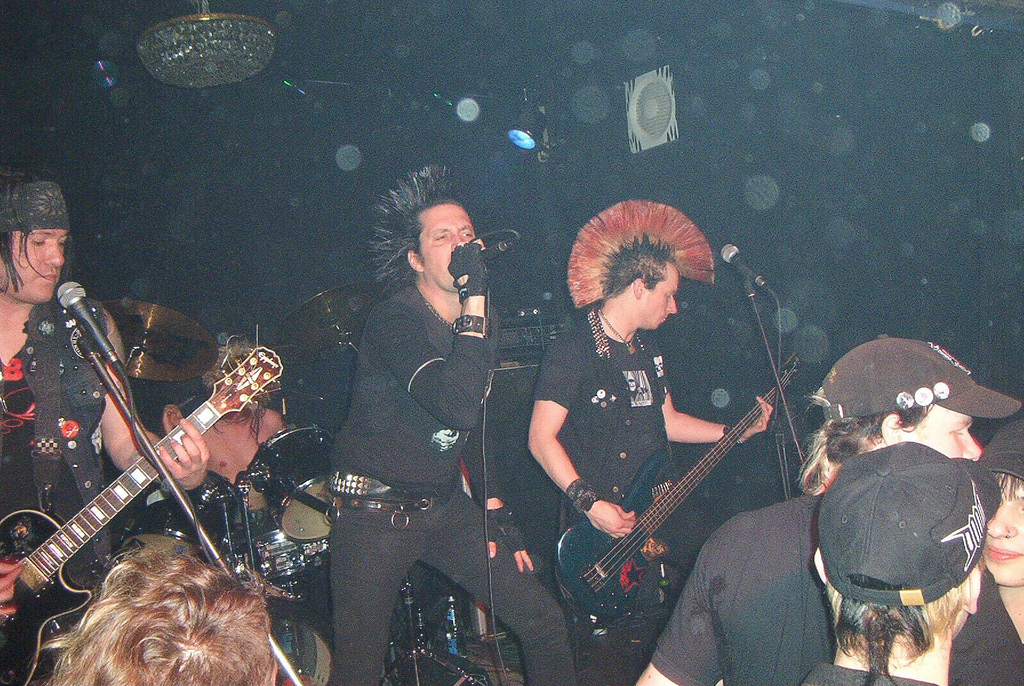
Anarcho-punk Banda Caos Total en todo-ropa negra

Anarcho-punk La moda normalmente presenta todo-ropa militarista negra, un estilo que estuvo iniciado por el inglés punk banda Crass.  Una característica prominente es el uso pesado  de eslóganes y símbolos anarquistas encima elementos de ropa. Algunos quiénes se definen como anarcho-punks opta para llevar la ropa similar a tradicional punk modas o que de costra punks, pero no a menudo al extremo de cualquier subcultura. Mohawk hairstyles Y espigas de libertad están vistas. Pantalones estancos, camisetas de bandas y las botas son comunes. Hairstyling Los productos a menudo están utilizados sólo si la compañía que fabricaciones no les pruebe encima animales. El cuero a menudo evitado debido a veganism, puede ser reemplazado con cuero de imitación o tela en un diseño similar cuando productos de cuero.

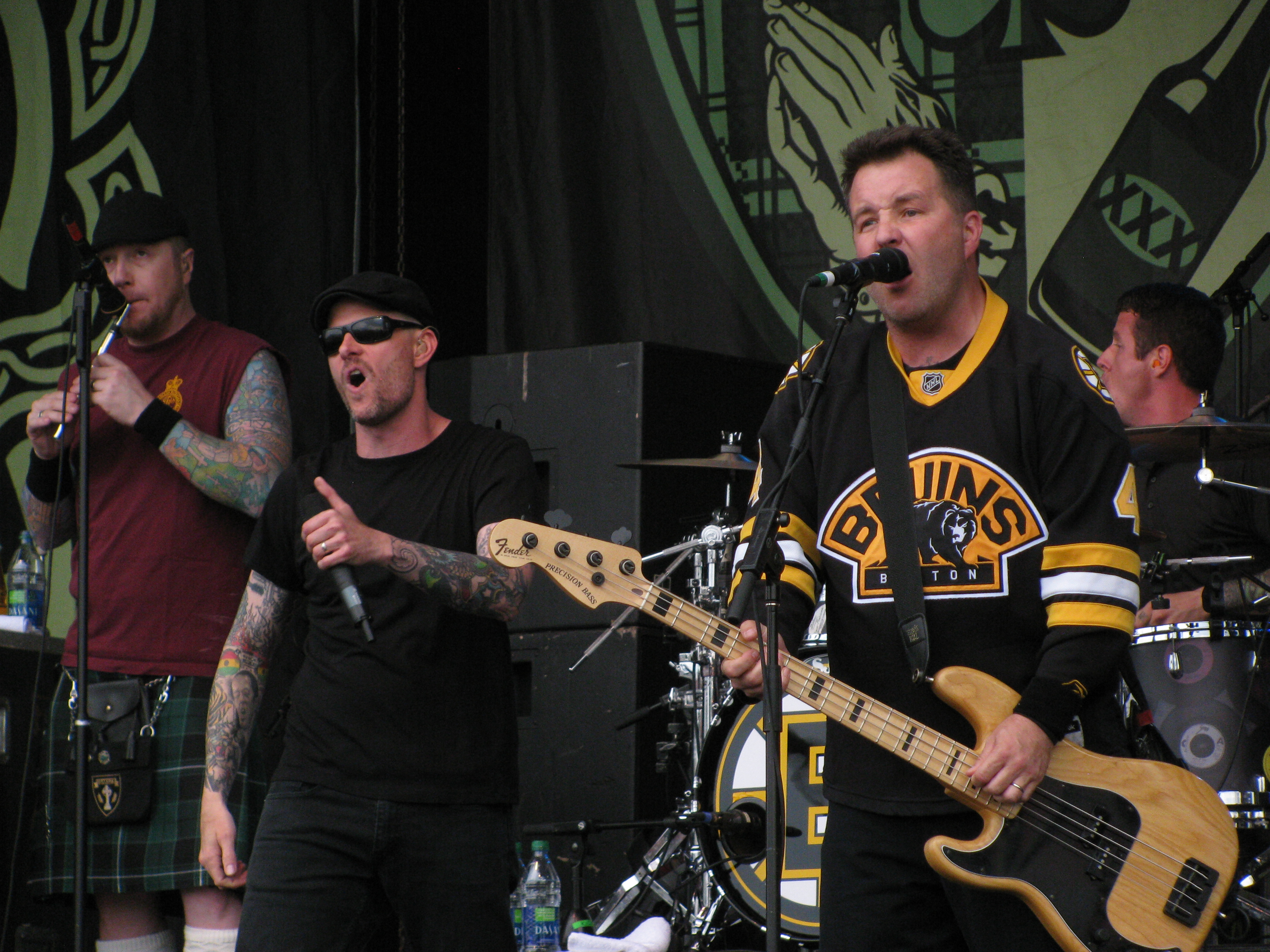
Americano Celta punk banda Dropkick Murphy.

Seguidores de Celtas punk a menudo mezclar hardcore, calle punk, Oi! Y skinhead modas con ropa irlandesa o escocesa tradicional estilos, incluyendo elementos de vestido de montaña. Los elementos comunes incluyen botas, sneakers, jeans, pantalones de trabajo, kilts, camisas de abuelo, camisetas, hoodies, tirantes, chaquetas de cuero negro, peacoats, chaquetas de burro, camisas de fútbol, gorras planas, tuques, Tam O hanter gorras y Trilby sombreros. El cabello es normalmente cortado relativamente corto.
Seguidores de cowpunk base su mirada en Estados Unidos Del sur chicos pobres: vendimia desgaste occidental-gusta comprobó camisas, chaquetas de motocicleta del Perfecto, wifebeaters, overalls, trucker sombreros, botas de trabajo, lavado de ácido jeans, y botas de cowboy. El cabello puede ser a escaso quiff, corte de tripulación, mucho tiempo, o un psychobilly-estilo mohawk, y el cabello facial es aceptable para machos. [La cita necesitada]

### Costra punk

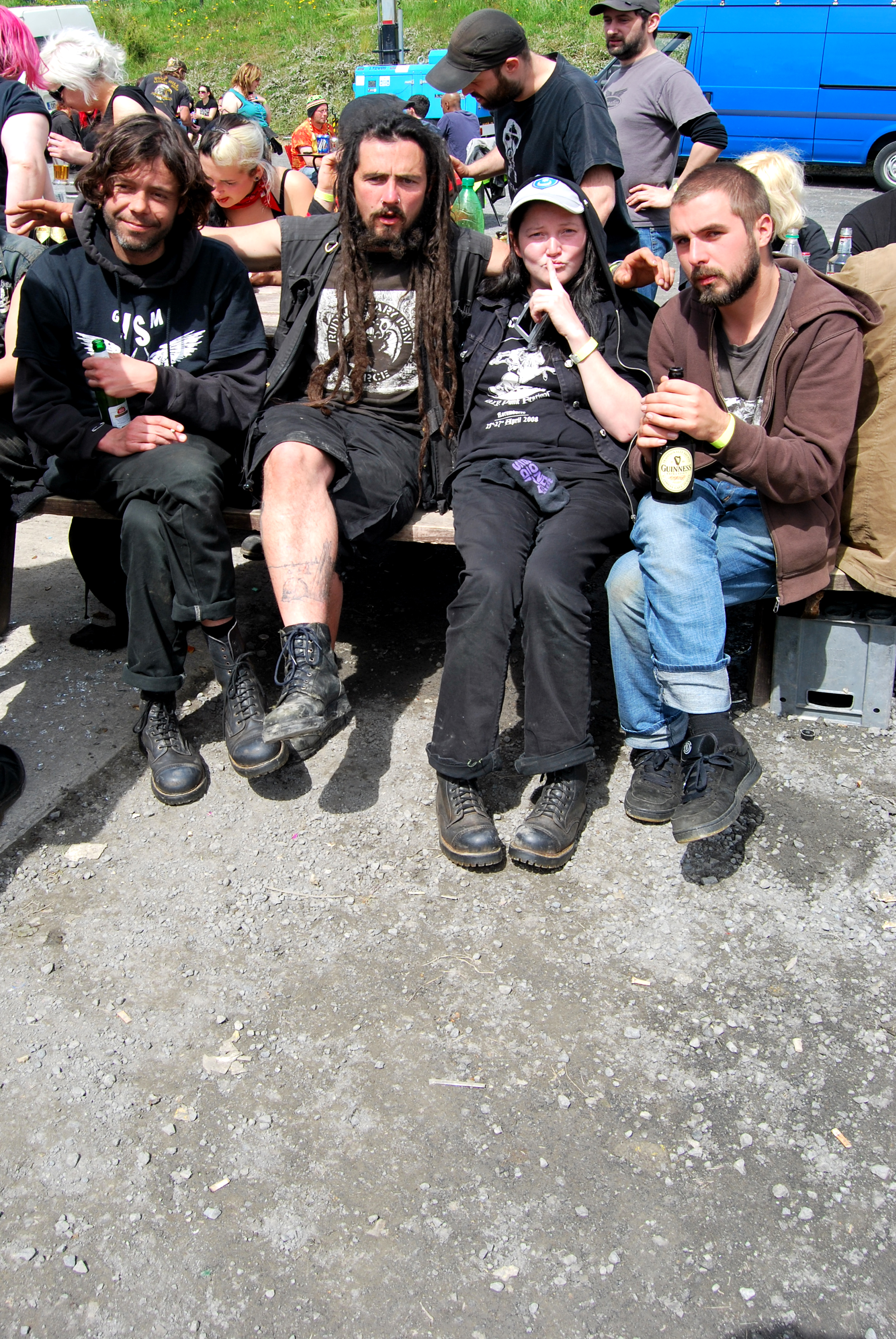
Un grupo de costra punk seguidores o "crusties"

Costra punk puede ser remontado a Bristol (Reino Unido). En el tardío @1970s y temprano @1980s, Bristol a bandas les gusta el desorden, Reino Unido de Caos, Lunatic Fleco, Amebix, rompió del habitual punk la moda limita, creando un disheveled DIY la mirada que origina en cuclillas y pobreza. Costra típica punk la moda incluye negra o pantalones de camuflaje o shorts (pantalones de trabajo pesado son populares para su durabilidad), camisetas de banda desgarrada o hoodies, la piel estanca negro jeans, chalecos y chaquetas (generalmente negros denim), cinturones de bala, las joyas hechas de cáñamo o fundar objetos, y a veces bum solapas. Muchos elementos de ropa están cubiertos en remiendos y/o metal studs. A menudo, los remiendos muestran un mensaje político. La ropa tiende para ser unsanitary por estándares convencionales, y dreadlocks es popular.
Costra punks a veces coser artículos de ropa con encontrado o baratamente compró materiales, como hilo dental. Los pantalones son a veces aguantados arriba con cuerda, cáñamo, o vegano-cuero de imitación amistosa. Esta moda también ha sido utilizada por Folk Punk seguidores y músicos, notablemente Días N Daze, Mirlo Raum, y El Psalters.

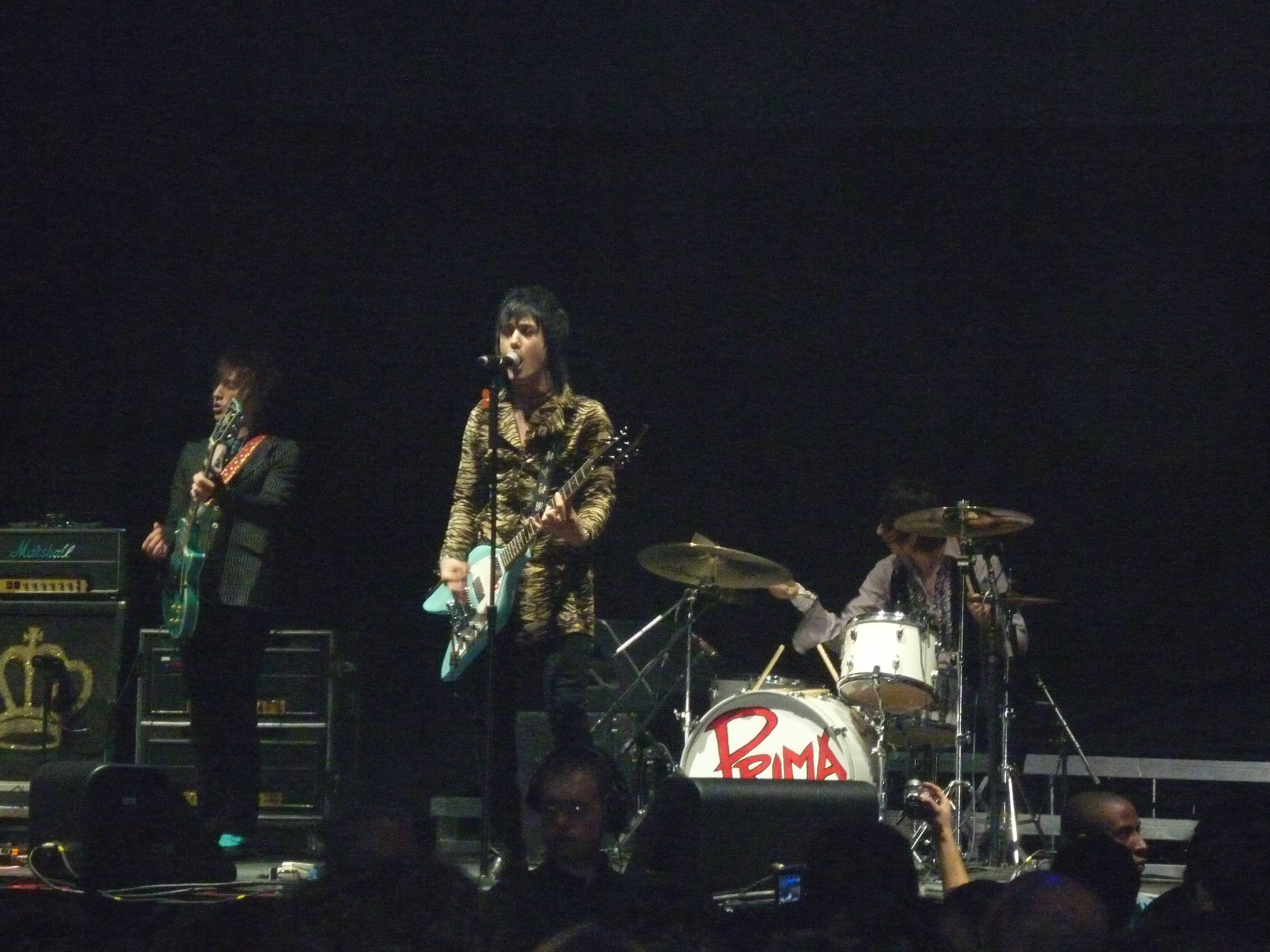
Glam punk Banda Prima Donna

Baile-punk las modas incluyen día-glo colores, phat pantalones, glowsticks, cuero studded chaquetas, cadenas y botas de combate. Los cortes de pelo típicos incluyen el cabello puntiagudo blanqueó rubio, corto mohawks y sintético dreadlocks. [La cita necesitada]
Seguidores de oscuros cabaret y Gypsy punk a menudo imitar los trajes de @1920s sala de música, sideshow o burlesque intérpretes, pejoratively referidos a por algunos críticos modernos tan "una vez basura de moda." [self-Fuente publicada? Mujeres como Amanda Palmer del Dresden las muñecas a veces combinan desgaste de fetiche como ligueros, fishnet medias o corsés con ropa de vestido, como un sombrero superior y frac, o tradicional Romani vestido como mantones, hoop pendientes o faldas coloridas. Hombres a menudo vendimia de desgaste Bowler sombreros, battered fedoras, tweed chalecos de tela con calle más típica punk modas como drainpipe pantalones o botas pesadas. Algunos artistas, incluyendo Martyn Jacques del Tigre Lillies, desgaste el maquillaje blanco inspirado en francés mime artistas y el Emcee de Cabaret.

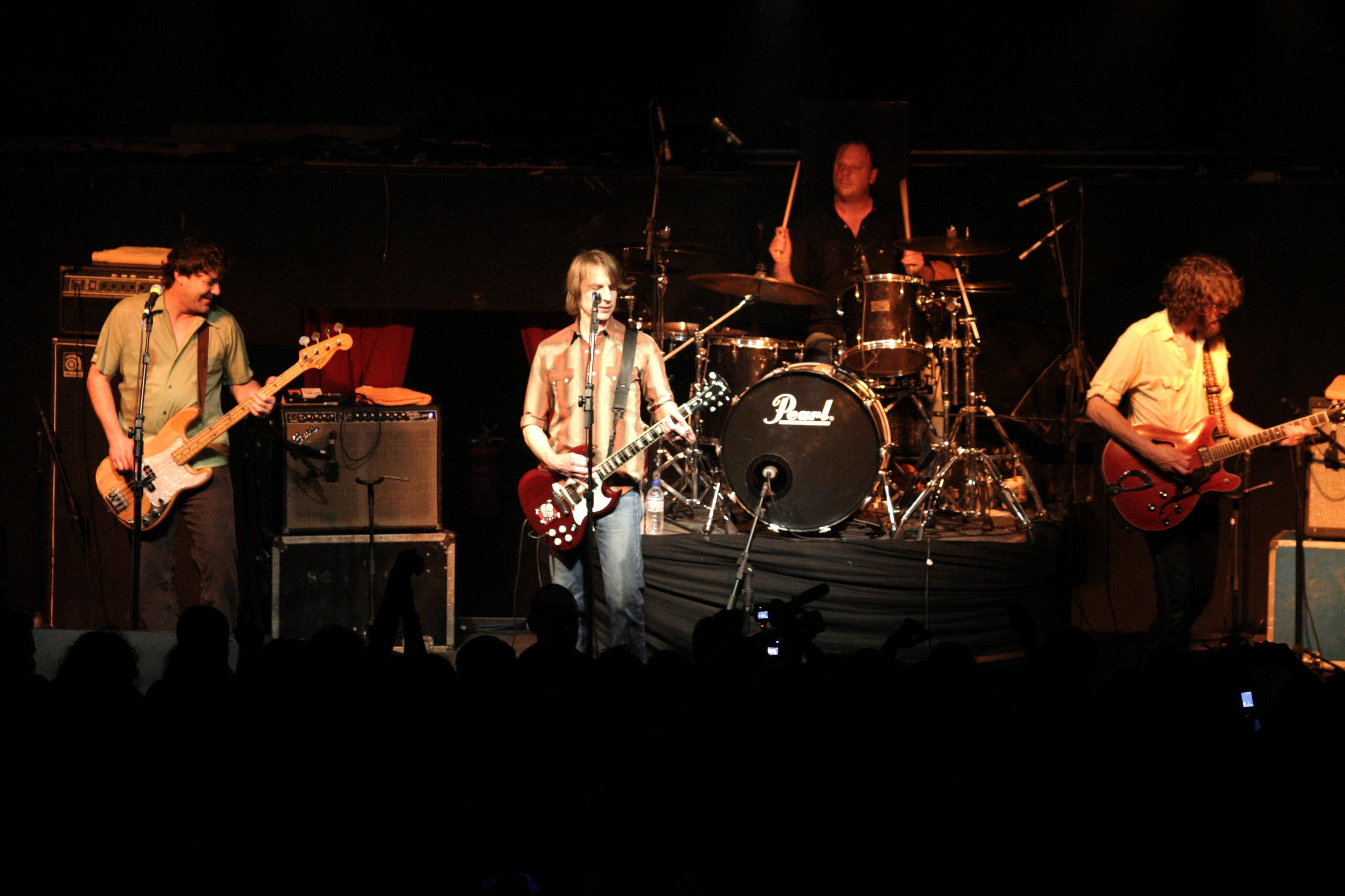
Garaje contemporáneo punk banda Mudhoney

Garaje punk las bandas de las @1970s gustan MC5, Iggy y el Stooges, el Flamin' Groovies y el Ramones a menudo llevó ropa de segunda mano del mid-tardío @1960s, como chaquetas de terciopelo, trajes grises que caben esbeltos, chaquetas de cuero negro, winklepickers y drainpipe jeans, en reacción a los pantalones acampanados llevados por hippies y seguidores de discoteca. Su cabello era generalmente llevado mucho tiempo, cuando era entonces de moda en el @1970s, pero algunos abanica optados para buzzcuts o Caesar cortes, anteriormente asociados con duros mods y bootboys. Siguiendo el @1980s rock de garaje resurgimiento, garaje punk las bandas tendieron para vestir más casualmente, con menos overtly @1960s ropa. Aun así, el garaje original punk la mirada quedó una influencia grande entre grupos de rock indies británicos durante el mid y tarde-@2000s.
Contemporáneo a las bandas de garaje del tempranos @1970s, glam punk moda, iniciado por bandas como las Muñecas de Nueva York, incluye glitter, androgynous maquillaje, brightly cabello teñido, drainpipe jeans, colores brillantes como eléctricos azules, elementos de desgaste de fetiche del cuero, y a trajes inusuales les gusta impresión de leopardo, spandex, o camisas de satén. Sobra ropa de pop barroco como ruffled brocado o camisas piratas eran también llevados, junto con más típicos glam a modas de rock les gustan botas de plataforma, @tartan, kipper lazos, y ropa de plata metálica como jumpsuits.
Hay varios estilos de vestido dentro del hardcore escena, y los estilos han cambiado desde el género empezó tan hardcore punk en el tardío @1970s. Qué es de moda en una rama del hardcore la escena puede ser arrugada la frente a en otro; aun así, generalmente, comodidad personal y la capacidad a mosh durante el fuertemente físico, frenetic, y energético vivo hardcore punk los espectáculos son altamente influyentes en este estilo. Por esta razón, joyas, espigas, las cadenas y el cabello puntiagudo son más uncommon y desalentados en hardcore moda. Finalmente, hardcore punk la moda es normalmente más understated, trabajando clase, y casual comparado a algunos más elaboran punk estilos, en parte como respuesta a las demandas físicas de hardcore punk espectáculos y en parte como clase laborable o más "auténtico" backlash respuesta contra el percibido cada vez más moda-desarrollos orientados o pretenciosos dentro del establecidos punk escena.
Vestido de clase laborable sencillo y cabello corto (con la excepción de dreadlocks) es normalmente asociado con hardcore punk. Los colores mudos y el adorno mínimo son normalmente comunes. Elementos de hardcore la ropa incluye baggy jeans o pantalones de trabajo (como Dickies), khakis o cargo pantalones, desgaste atlético, chándales, cargo o militares shorts, camisetas de banda, camisetas sencillas, camisas de músculo, franela o plaid camisas, y banda hoodies. Las chaquetas de cuero y denim las chaquetas asociaron con punk la moda queda común en hardcore punk, aun así hardcore punk también prominently características pista y chaquetas bombarderas chaquetas a diferencia de otro punk modas. Común sneakers incluye clásico Adidas Originales, Asics, Conversa, Equilibrio Nuevo, Nike, Pony, Puma, Reebok, Saucony y Furgonetas. Las botas son también un poco comunes, especialmente Dr. Martas.
Hardcore skinheads, a veces sabido como "americano punk skinheads," está caracterizado por algunos de los mismos elementos como británicos skinhead moda, pero hardcore skinhead el vestido es considerablemente menos estricto que tradicional skinhead o oi! skinhead Estilo. [La cita necesitada]

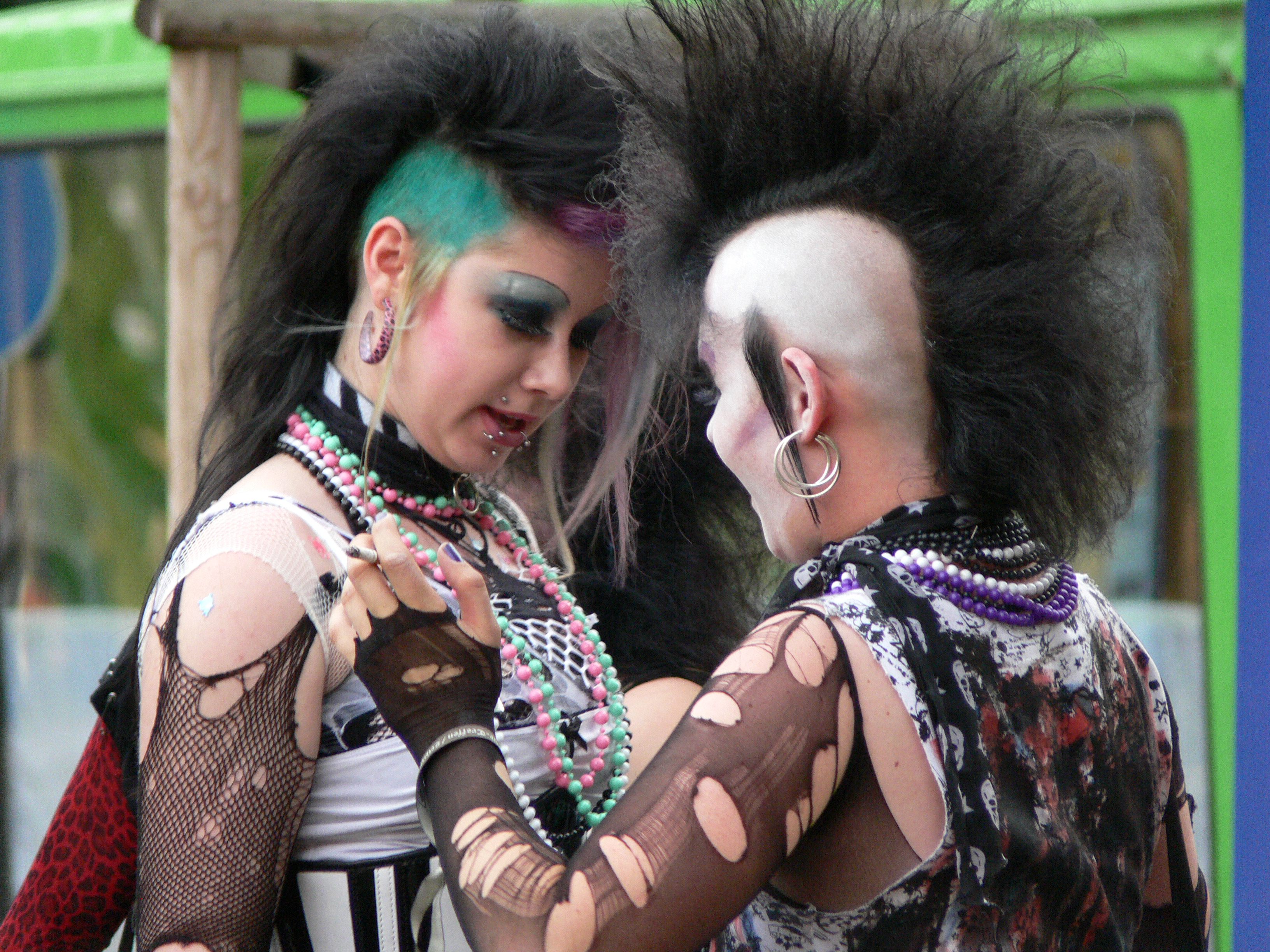
Muerte-rockers en 2007

Horror punk y deathrock las modas son similares a goth moda. Negro es la sombra predominante. Deathrock Y horror punk incorpora "elementos" sexys como fishnet medias, corsés y elaborar maquillaje para hombres y mujeres. El uso de occult e imaginería de horror es prevalent en camisetas, botones, remiendos y joyas. Otros adornos comunes incluyen nombres de banda pintaron en chaquetas o blanqueados a ropa, así como botones o remienda indicar ciudades. Las iniciales D y R (para Rock de Muerte) es a veces parte de un crossbones logotipo, acompañado por otras iniciales, como C y Un para California, N y Y para Nueva York, o G y R para Alemania. El cabello puede ser en un deathhawk estilo (un más ancho teased-fuera variante del mohawk hairstyle), un angled estilo de estrépitos, o un devilock estilo. [La cita necesitada]
Pop punk moda, a veces overlaps con patinador punk moda. Originalmente esto constó de negro o pantalones bombachos de @tartan (a veces cabidos con studs y eyelets), banda hoodies, wristbands, gorras patrulleras, pirámide stud cinturones, camisas de vestido con bufandas o lazos delgados, blazers y cabello puntiagudo o fauxhawks. En el mid-@2000s, pop-punk moda, influido por rock indie, cadera hop y emo modas, evolucionados para incluir impresión de historieta hoodies, Conversar zapatos, keffiyehs y flacos jeans. El cabello puntiagudo era gradualmente reemplazado por estilos de patinador con estrépitos o flecos largos. En el @2010s, pop punk los seguidores apechugaron con un más hardcore mirada, con cabello más corto (incluyendo espigas de Libertad y un anchos Mohawk combinados con un fleco), sencillo hoodies y directamente-pierna jeans. [La cita necesitada]

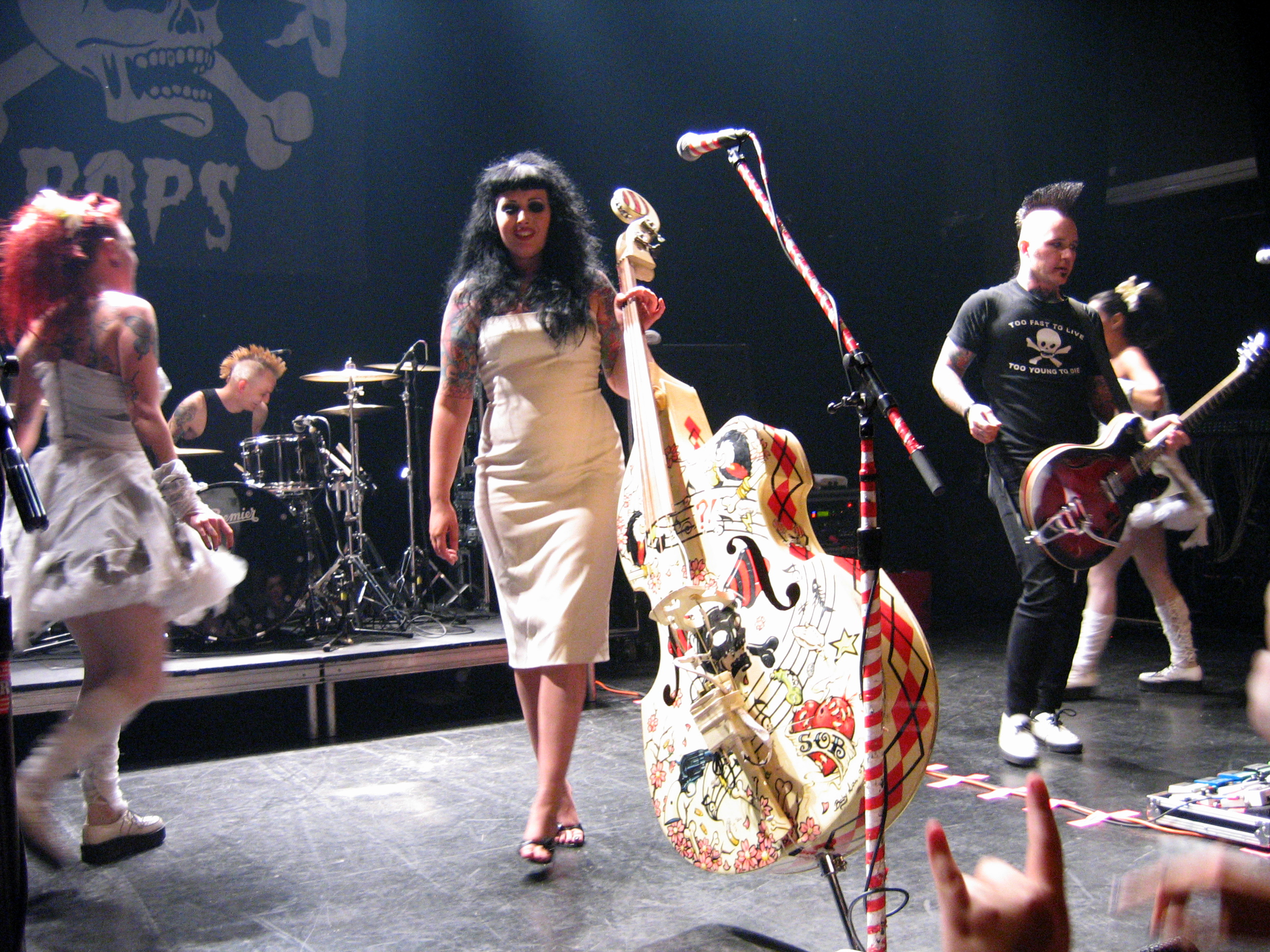
Contemporáneo psychobilly banda: el Horrorpops

Psychobilly La moda combina elementos de punk con @1950s Greaser y británicos Teddy modas de Chico. Burdel creepers es frecuentemente llevado, así como chaquetas de cuero, camisas de estación gasista, negro o blanco retro camisetas, oscuros-colored drape chaquetas y motocicleta de vendimia/botas de trabajo. El cabello consta de un quiff, pompadour o psychobilly wedge, normalmente con los lados afeitaron a un mohawk. La ropa es normalmente adornada con los motivos inspirados en películas de horror americanas clásicas o arte-los estilos inspirados en Ed "Papá Grande" Roth. Esta subcultura es fuertemente asociada con el Kustom Kulture movimiento. [La cita necesitada]
Ska punk Seguidores típicamente vestido en un estilo que las mezclas típicas ska- o 2 Tono-relacionó modas, con varios tipos de punk modas, incluyendo calle punk, pop punk, patina punk o hardcore punk. Los tirantes son populares, cuando es Harrington chaquetas con forro de @tartan de Stewart Real, lazos delgados, Doc Martas, mohair trajes, sombreros de pastel del cerdo, tonik trajes (especialmente en los años tempranos del @1980s ska resurgimiento), partes superiores de tanque, Ben Sherman o Fred Perry polo camisas, hoodies, y patrones de damero. El cabello es cropped muy corto en imitación de hardcore punk bandas y temprano @1960s chicos groseros. Cuando de @1990s y hoy muchos ska los seguidores vistieron fuera normalmente con ropa regular o sencilla.
Patina punk es un derivado de hardcore moda y está escogido con comodidad y practicality en mente. Común patina punk elementos de ropa incluyen camisetas, botón de franela-abajo camisas, sudaderas encapuchadas, webbing cinturones, y caquis shorts, pantalones o jeans. Algunos punks, especialmente en California Del sur, espejo Latino estilos de pandilla, incluyendo caquis Dickies pantalones de trabajo, camisetas blancas y colored bandanas. Mientras algunos skateboarders tiene mucho tiempo y messy cabello, patina punks normalmente tener cabello corto, a menudo afeitado a un buzzcut, y desgaste pocas joyas. [La cita necesitada]
En general, calle contemporánea punks cuero de desgaste, denim, espigas de metal o studs, cadenas y botas de estilo militar. Ellos a menudo elementos de desgaste de tempranos punk moda, como kutten chalecos, bondage pantalones (a menudo plaid) y ropa desgarrada. DIY-Ropa creada y modificada, como desgarrado o stitched-camisas o pantalones juntos, o pantalones que es estrechamente tapered, es común. Las chaquetas y los chalecos a menudo tienen remiendos o está pintado con logotipos que expresa gustos musicales o vistas políticas. Cinturones de bala y cinturones con metal studs es popular. El cabello es a menudo spiked y/o teñido en colores brillantes, antinaturales y arreglados a un mohawk o espigas de libertad, pero es a veces cortado muy corto o afeitó.
Oi! skinheads, a veces sabido como skunks o punk-skinheads, el fusible tradicional skinhead estilo con calle punk modas. La mirada está caracterizada por botas de Martas del Dr. (o las botas similares hicieron por una marca diferente), tirantes, y estancos rodados-arriba jeans, a veces splattered con lejía. Otros elementos comunes son camisetas  (presentando nombres de banda, creencias políticas u otro texto y las imágenes pertinentes a skinhead cultura) y denim chaquetas o chaquetas de vuelo. Estas chaquetas son a veces decoradas con botones o remiendos, y en el caso del denim chaquetas, a veces splattered con lejía. El cabello es típicamente afeitado más corto que con tradicional skinheads. Otros elementos de tradicionales skinhead moda (p. ej. Fred Perry y Ben Sherman camisas) y, a una extensión menor, punk elementos de moda (p. ej. cortos mohawk hairstyles, metal studs en chaquetas) es también a veces llevado.

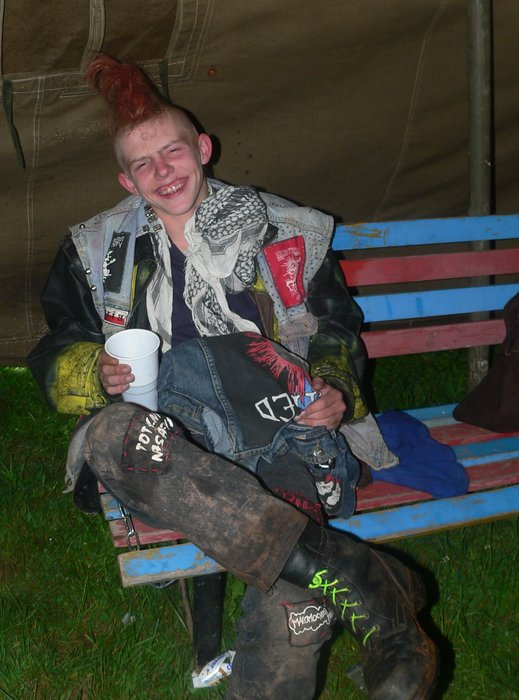
Calle checa punk llevando kutte y shemagh, 2009.

A principios de la década de 1980, ¡algunos punks callejeros y Oi! los skinheads adoptaron elementos del estilo de vestir de la película A Clockwork Orange. En el escenario, bandas como The Adicts, Encima etapa, bandas como El Adicts, o más recientemente El Bolokos y el sombrero de Japón Trickers, a menudo llevar bowler sombreros, camisas blancas, pantalones blancos, tirantes, y botas de combate negro en imitación de Alex De Grande, el protagonista de la película y novela.